# Guatteria obliqua
Guatteria obliqua är en kirimojaväxtart som beskrevs av Robert Elias Fries. Guatteria obliqua ingår i släktet Guatteria och familjen kirimojaväxter. Inga underarter finns listade i Catalogue of Life.